# 国際飛行訓練学校
国際飛行訓練学校(International Flight Training School、略称:IFTS)は、イタリアに拠点を置く、軍用機パイロットのための国際的な養成機関である。CAE社の支援を受け、イタリア空軍とレオナルド社(Leonardo S.p.A.)が共同で設立した。

## 歴史
IFTSは、2018年7月18日にイギリスで開催されたファンボロー国際航空ショーにおいて発表された。この際、レオナルド社のCEOアレッサンドロ・プロフーモと、当時のイタリア空軍参謀総長エンツォ・ヴェッチャレッリ将軍が、IFTS設立の基礎となる協力協定に署名した。
レッチェ＝ガラティーナ空軍基地に設置されたIFTSが提供する訓練プログラムは、イタリア空軍のパイロットだけでなく、各国の空軍に所属する国際的なパイロットも対象としている。
IFTSは、アエルマッキM-346高等ジェット練習機と、それに連動する地上訓練システム（GBTS）を活用した統合訓練システムを提供している。これらは、戦闘機パイロットを育成するためにレオナルド社がCAE社と協力して開発したものである。
イタリア空軍は、IFTSに対して長年にわたる豊富な専門知識を提供し、「戦うように訓練せよ（Train As You Fight）」という方針を訓練プログラムに反映させている。また、国際的な教官パイロットの選定を行い、厳格なパイロット資格認定プロセスを確保している。
2021年10月26日、イタリアと日本は、IFTSで航空自衛隊の戦闘機パイロットを訓練するための協定に合意した。カタールとドイツに続き、日本はIFTSをパイロット訓練の場として選んだ3番目の国となる。
2022年1月11日、航空自衛隊から派遣されたパイロット2名がレッチェ＝ガラティーナ空軍基地に所在する第61航空団に到着し、初めてIFTSにおける訓練を開始した。
2022年6月1日、カタール空軍のパイロット6名に対し、フェーズIVの修了証書を初めて授与した。

## 体制
IFTSはプーリア州のレッチェ＝ガラティーナ空軍基地に拠点を置いており、この基地はイタリア空軍第61航空団も使用している。第61航空団は、アエルマッキMB-339高等練習機を運用しているが、これらは2021年から新型のアエルマッキM-345単発ジェット練習機に順次転換が進んでいる。
2022年から、IFTSはサルデーニャ島のデチモマンヌ空軍基地へ移転された。
キャンパスは全体で13万平方メートルの敷地を有している。そのうち約3万5,000平方メートルがIFTSの建物に充てられている。
2024年11月20日時点で、IFTSには軍人と民間人を含む45名の教官と、カタール、ドイツ、日本、サウジアラビア、オーストラリアをはじめとする13のパートナー国から集まった80名の訓練生が在籍している。

## 訓練プログラム
IFTSの訓練プログラムの期間はおよそ9か月間である。同プログラムはいわゆる「フェーズIV（Advanced/Lead-In Fighter Training、通称: LIFT）」と呼ばれる上級パイロット訓練に特化しており、第4.5～5世代戦闘機の操縦に備えるパイロットの育成を目的としている。プログラムに参加する訓練生は各種パイロット免許を所持しており、プログラム卒業後はそれぞれユーロファイターやF-35の訓練課程へと進むことになる。
IFTSは、各国空軍の特定のニーズや訓練課程に応じた習熟度及び成果基準に合わせてカスタマイズされた訓練モジュールを提供し、これらのモジュールは、学生が作戦転換部隊（OCU）で過ごす時間を最小限に抑えられるように設計されている。
航空自衛隊から派遣されているパイロットは、イタリア中部アドリア海沿岸の都市ロレートにある航空英語トレーニングセンターで約2か月の英語コースに参加したのち、IFTSの飛行訓練へと移行する流れとなっている。

## 装備品と技術
飛行訓練は、レオナルド社が製造し学校に提供している22機のアエルマッキM-346を用いて実施されている。内訳は、イタリア空軍が所有する18機と、レオナルド社がIFTS用に直接納入した4機である。
アエルマッキM-346は機内にシミュレーション装置を搭載しており、レオナルド社が開発した組み込み戦術訓練システム（ETTS）を通じて、学生は脅威や目標を含むリアルな戦術シナリオを体験することができる。このシステムでは、機載センサー（マルチモード火器管制レーダー、ターゲティングポッドなど）や兵器のシミュレーションが可能であり、地上訓練システム（GBTS）には、CAE社製の最新鋭フルミッションシミュレーターやその他の高度な訓練装置が含まれている。また、レオナルド社のLVC技術を活用することで、実機に搭乗する学生（Live）が、シミュレーター内のパイロット（Virtual）およびコンピューター生成部隊（Constructive）と同一の訓練ミッション内で相互に連携・交流することが可能となっている。
フェーズIV訓練に用いられる統合訓練システムは、イタリア空軍学校司令部の監督のもと、レオナルド社航空機部門が開発した管理ソフトウェア「訓練管理情報システム（TMIS）」を活用している。このソフトウェアは、パイロットおよび教官パイロットの進捗を細かく監視・管理しながら、日々の訓練活動のスケジューリングや計画を自動化して行うことを可能にしている。IFTSでは、このソフトウェアが2019年に初めて導入された。